# جون بولز
جون بولز (بالإنجليزية: John Boles)‏ هو لاعب رماية أمريكي، ولد في 31 يناير 1888 في فورت سميث في الولايات المتحدة، وتوفي في 16 يوليو 1952 في سان أنطونيو في الولايات المتحدة.

## وصلات خارجية
- جون بولز على موقع أوليمبيديا (الإنجليزية)